# エウォンド語
エウォンド語（Ewondo、Ewundu、Jaunde、Yaounde、Yaunde）はカメルーンに居住するエウォンド族によって話される言語である。話者数は1982年で577,700人であった。エウォンド語は交易語である。エウォンド語の話者は主に中央州と南部州に居住する。
エウォンド語はバントゥー語群に属する言語である。下位グループとしてヤウンデ＝ファン語を構成する。ブル語、エトン語、ファン語とは相互に理解可能である。